# Hans-Wolrad Dölling
Hans-Wolrad Dölling (* 14. Februar 1916; † 1997) war ein deutscher Offizier in der Luftwaffe der Wehrmacht und später der Luftwaffe der Bundeswehr. Er ging als Brigadegeneral in den Ruhestand.

## Leben
Dölling trat am 1. April 1935 in das Heer der Wehrmacht ein und diente in der Infanterie. Am 1. November 1936 wechselte er zur Luftwaffe und absolvierte einen Beobachterlehrgang in der Fliegergruppe Tutow. Anschließend wechselte er zum 15. April 1937 als Beobachter zur I. Gruppe des Kampfgeschwaders 254, bevor er am 25. Oktober 1937 mit der Legion Condor am Spanischen Bürgerkrieg teilnahm. Dort war er der 4. Staffel der Kampfgruppe 88 zugeordnete die mit Bombern vom Typ Heinkel He 111 ausgerüstet war. Nachdem er am 1. Juni 1939 zum Oberleutnant befördert wurde, wechselte er einen Monat später zum Kampfgeschwader 1 als Adjutant der I. Gruppe. Mit dieser nahm er am Überfall auf Polen teil. Dazu war sie der 1. Fliegerdivision der Luftflotte 1 im Nordabschnitt der Front unterstellt. Im Jahre 1940 nahm Döllings Gruppe am Westfeldzug und der Luftschlacht um England teil, bevor er am 11. November 1940 als Ordonnanzoffizier in den Stab des VIII. Fliegerkorps wechselte. Dort erreichte ihn am 1. November 1941 die Beförderung zum Hauptmann. Ab 23. Februar 1942 wechselte er ins Reichsluftfahrtministerium, bevor er am 1. November 1942 eine Generalstabsausbildung an der Luftkriegsakademie in Berlin-Gatow aufnahm. Nachdem er diese zum Jahresende abgeschlossen hatte, war er ab 1. Januar 1943 Erster Generalstabsoffizier (Ia) im Kampfgeschwader 55. Am 1. April 1943 übernahm er als Staffelkapitän die 5. Staffel dieses Geschwaders, das zu diesem Zeitpunkt mit seinen Heinkel He 111 im Süden der Sowjetunion lag. Dem schloss sich eine Versetzung am 1. Juli 1943 in den Generalstab der Luftwaffe an unter gleichzeitiger Beförderung zum Major. Aber schon am 21. August 1943 wechselte er in den Stab der Luftflotte 2, dem er bis September 1944 angehörte. Hier wurde er am 13. April 1944 mit dem Ehrenpokal der Luftwaffe ausgezeichnet, bevor er in die Führerreserve versetzt wurde. Im Dezember 1944 wurde er reaktiviert um Aufgaben im Generalstab der Luftwaffe zu übernehmen. Hier erhielt er am 1. Mai 1945 des Deutsche Kreuz in Gold. 
Dölling trat 1956 in die Luftwaffe der Bundeswehr ein und war von 1968 bis 1970 als Oberst Chef des Stabes der 2. Luftwaffendivision. Des Weiteren war er von 1971 bis 1975, als Brigadegeneral, Kommandeur des Bundeswehrkommandos USA und Kanada. Er ging als Brigadegeneral in den Ruhestand.